# Urząd Bad Bramstedt-Land
Urząd Bad Bramstedt-Land (niem. Amt Bramstedt-Land) – urząd w Niemczech w kraju związkowym Szlezwik-Holsztyn, w powiecie Segeberg. Siedziba urzędu znajduje się w mieście Bad Bramstedt.
W skład urzędu wchodzi 14 gmin:
1. Armstedt
2. Bimöhlen
3. Borstel
4. Föhrden-Barl
5. Fuhlendorf
6. Großenaspe
7. Hagen
8. Hardebek
9. Hasenkrug
10. Heidmoor
11. Hitzhusen
12. Mönkloh
13. Weddelbrook
14. Wiemersdorf